# 岩神神社
岩神神社（いわがみじんじゃ）は京都市右京区京北熊田町にある神社。
隣接する医王山成就院東光寺は、別当寺であった。

## 由緒
- 現在の本殿は、寛保2年(1742年)に建立と伝わる。

## 例祭
- 毎年10月に行われる例祭では、神輿・子ども神輿が熊田中を練り歩く。

## 境内社
- 白玉大明神:宇迦之御魂神 他二神を祀る。
- 皇大神宮:天照大神を祀る。
- 春日宮社:天児屋根命 他三神を祀る。
- 八幡宮社:応神天皇を祀る。
- 北野天満宮社:菅原道真公をまつる。